# Stormsia minima
Stormsia minima là một loài freshwater gastropod in the Thiaridae. Nó được tìm thấy ở Burundi, Cộng hòa Dân chủ Congo, Tanzania, và Zambia. Môi trường sống tự nhiên của chúng là hồ nước ngọt.